# ReliaQuest Bowl
Le ReliaQuest Bowl est un match annuel d'après-saison régulière de football américain de niveau universitaire se tenant depuis 1986. Il a lieu en Floride dans la ville de Tampa au Raymond James Stadium.
L'événement était initialement connu sous le nom de Hall of Fame Bowl. Ce match s'est déroulé sous cette appellation de 1986 à 1994. La société Outback Steakhouse est ensuite devenue le sponsor du nom du bowl, le rebaptisant Outback Bowl de 1986 à 2022. Pour l'édition 2023, c'est la société ReliaQuest qui donne son nom au bowl.
Le match est organisé depuis 1988 par la Tampa Bay Bowl Association sous la présidence du CEO Jim McVay.

## Histoire
L'Outback Bowl n'est pas le premier bowl à se jouer à Tampa.
En effet, de 1947 à 1954, le Cigar Bowl y fut joué dans le vieux stade Phillips Field proche du centreville. Il ne mettait cependant en présence que des équipes provenant d'universités mineures. Bien que l 'équipe de Florida State (FSU) eut participé au match de 1950, à l'époque, cette université commençant son programme de football, elle n'était de ce fait pas encore considérée comme une université majeure dans l'univers du football universitaire.
L'Outback Bowl fut donc le premier bowl majeur à se dérouler dans la région.
Le Hall of Fame Classic s'est déroulé de 1977 à 1985 au Legion Field à Birmingham en Alabama.
Au printemps 1986, la National Football Foundation et le College Football Hall of Fame décident d'interrompre leur association avec le bowl en Alabama. Ils s'engagent tout de suite avec un nouveau bowl qui allait se tenir au Tampa Stadium. Ce bowl hérite du nom et est appelé le Hall of Fame Bowl.
Dans ses premières années d'existence,  il ne reçoit pas l'autorisation d'inviter des équipes issues de certaines conférences. Néanmoins,  il offrira souvent des matchs opposant une équipe de la SEC ou de l'ACC à une équipe d'une autre région.
Le sponsoring arrive en 1996 avec la société Outback Steakhouse (chaine de restauration rapide américaine dont le siège se situe à Tampa) et modifie de nouveau le nom du bowl.
Depuis cette date, le match ne met plus en présence qu'une équipe de la SEC et une équipe de la Big Ten. Le payout minimum pour chaque équipe est de 3,3 millions $.
En 1999, l'Outback Bowl déménage du Tampa Stadium vers le tout nouveau Raymond James Stadium tout proche. Les organisateurs en profitent pour annoncer l'extension de leur accord avec la Big Ten jusqu'y compris la saison 2013 et avec la  SEC jusqu'y compris la saison 2014. Les équipes constituant le troisième choix de ces conférences sont donc invitées au match (l'Outback Bowl et le Cotton Bowl Classic reçoivent un troisième choix après les sélections pour les matchs du BCS et du Capital One Bowl. Compte tenu de sa situation géographique, l'Outback Bowl sélectionne le troisième choix de la East Division de la  SEC).
L'Outback Bowl se joue le jour de l'an (New Year's Day) sauf si le 1er janvier tombe un dimanche. Dans ce cas, il est déplacé au lundi suivant. Il est en général le premier des bowl à se jouer ce jour-là. Il débute très tôt (11 heures du matin) à cause du nombre élevé de match se déroulant à cette date.
Entre 1988 et 1992, le match est diffusé sur la NBC. 
ESPN obtient les droits de retransmission en 1993. À la suite d'une extension de contrat en 2010 (jusqu'y compris la saison 2014), ESPN retransmet le match soit sur ABC, ESPN ou ESPN2, en même temps que le Capital One Bowl et le Gator Bowl.

## Anciens Logos

Logo du Hall of Fame Bowl.
Logo du Outback Bowl de 1995 à 2000 et de 2003 à 2007.
Logo du Outback Bowl de 2001.
Logo du Outback Bowl de 2002.
Logo de la 35e édition (2020).
Logo jusqu'en 2022.

## Palmarès
(nombre de victoires(-de nul)-de défaites) = statistiques de l'équipe au terme de la saison en ce y compris le résultat du bowl.

### Hall of Fame Classic Bowl
| Dates            | Gagnants                             | Scores | Perdants                           | Assistances | Conférences                         |
| ---------------- | ------------------------------------ | ------ | ---------------------------------- | ----------- | ----------------------------------- |
| 22 décembre 1977 | Maryland Terrapins (9-4)             | 17-07  | Minnesota Golden Gophers (7-6)     | 47.000      | ACC - Big Ten                       |
| 20 décembre 1978 | Texas A&M Aggies (9-4)               | 28-12  | Iowa State Cyclones #19 (8-5)      | 41.500      | Southwest Conference - Big 8        |
| 29 décembre 1979 | Missouri Tigers (8-5)                | 24-14  | South Carolina Gamecocks #16 (8-5) | 62.785      | Big 8 - Indépendants                |
| 27 décembre 1980 | Arkansas Razorbacks (8-5)            | 34-15  | Tulane Green Wave (7-6)            | 30.000      | Southwest Conference - Indépendants |
| 30 décembre 1981 | Mississippi State Bulldogs (9-4)     | 10-0   | Kansas Jayhawks (8-5)              | 41.672      | SEC - Big 8                         |
| 31 décembre 1982 | Air Force Falcons (8-5)              | 36-28  | Vanderbilt Commodores (8-4)        | 75.000      | WAC - SEC                           |
| 22 décembre 1983 | West Virginia Mountaineers #18 (8-4) | 20-16  | Kentucky Wildcats (6-4-2)          | 42.000      | Indépendants - SEC                  |
| 29 décembre 1984 | Kentucky Wildcats (9-3)              | 20-19  | Wisconsin Badgers #20 (7-3-2)      | 47.300      | SEC - Big Ten                       |

### Outback Bowl
M.à.j. le 2 janvier 2021
| Dates            | Vainqueurs                             | Scores  | Perdants                                | Assistances | Conférences        | Notes |
| ---------------- | -------------------------------------- | ------- | --------------------------------------- | ----------- | ------------------ | ----- |
| 23 décembre 1986 | Boston College Eagles (9-3)            | 27-24   | Georgia Bulldogs #17 (8-4)              | 25.368      | ACC - SEC          |       |
| 2 janvier 1988   | Michigan Wolverines (8-4)              | 28-24   | Alabama Crimson Tide (7-5)              | 60.156      | Big Ten - SEC      |       |
| 2 janvier 1989   | Syracuse Orangemen #17 (10-2)          | 23-10   | LSU Tigers #16 (8-4)                    | 51.112      | ACC - SEC          |       |
| 1er janvier 1990 | Auburn Tigers #9 (10-2)                | 31-14   | Ohio State Buckeyes #21 (8-4)           | 52.535      | SEC - Big Ten      |       |
| 1er janvier 1991 | Clemson Tigers #14 (10-2)              | 30-0    | Illinois Fighting Illini #16 (8-4)      | 63.154      | ACC - Big Ten      |       |
| 1er janvier 1992 | Syracuse Orangemen (10-2)              | 24-17   | Ohio State Buckeyes (8-4)               | 57.789      | Big East - Big Ten |       |
| 1er janvier 1993 | Tennessee Volunteers (9-3)             | 38-23   | Boston College Eagles (8-(2)-2)         | 52.056      | SEC - ACC          |       |
| 1er janvier 1994 | Michigan Wolverines (8-4)              | 42-07   | Wolfpack de North Carolina State (7-5)  | 52.649      | Big Ten - ACC      |       |
| 2 janvier 1995   | Wisconsin Badgers (7-(4)-1)            | 34-20   | Duke Blue Devils (8-4)                  | 61.384      | Big Ten - ACC      |       |
| 1er janvier 1996 | Penn State Nittany Lions (9-3)         | 43-14   | Auburn Tigers (8-4)                     | 65.313      | Big Ten - SEC      |       |
| 1er janvier 1997 | Alabama Crimson Tide (10-3)            | 17-14   | Michigan Wolverines (8-4)               | 53.161      | SEC - Big Ten      |       |
| 1er janvier 1998 | Georgia Bulldogs (10-2)                | 33-06   | Wisconsin Badgers (8-5)                 | 56.186      | SEC - Big Ten      |       |
| 1er janvier 1999 | Penn State Nittany Lions (9-3)         | 26-14   | Kentucky Wildcats (7-5)                 | 66 005      | Big Ten - SEC      |       |
| 1er janvier 2000 | Georgia Bulldogs (8-4)                 | 28-25   | Purdue Boilermakers (7-5)               | 54 059      | SEC - Big Ten      |       |
| 1er janvier 2001 | South Carolina Gamecocks #14 (8-4)     | 24-07   | Ohio State Buckeyes (8-4)               | 65 229      | SEC - Big Ten      |       |
| 1er janvier 2002 | South Carolina Gamecocks #11 (9-3)     | 31-28   | Ohio State Buckeyes (7-5)               | 66 249      | SEC - Big Ten      |       |
| 1er janvier 2003 | Wolverines du Michigan #13 (10-3)      | 38-30   | Florida Gators (8-4)                    | 65 101      | Big Ten - SEC      |       |
| 1er janvier 2004 | Hawkeyes de l'Iowa #7 (10-3)           | 37-17   | Florida Gators #15 (8-5)                | 65 372      | Big Ten - SEC      |       |
| 1er janvier 2005 | Georgia Bulldogs (10-2)                | 24-21   | Wisconsin Badgers #17 (9-3)             | 62 414      | SEC - Big Ten      |       |
| 2 janvier 2006   | Florida Gators #17 (9-3)               | 31-24   | Iowa Hawkeyes (7-5)                     | 65 881      | SEC - Big Ten      |       |
| 1er janvier 2007 | Penn State Nittany Lions (9-4)         | 20-10   | Tennessee Volunteers #17 (9-4)          | 65 601      | Big Ten - SEC      |       |
| 1er janvier 2008 | Tennessee Volunteers #16 (10-4)        | 21-17   | Wisconsin Badgers #18 (9-4)             | 60 121      | SEC - Big Ten      |       |
| 1er janvier 2009 | Iowa Hawkeyes (10-4)                   | 31-10   | South Carolina Gamecocks (7-7)          | 55 117      | Big Ten - SEC      |       |
| 1er janvier 2010 | Auburn Tigers (9-5)                    | 38-35   | Northwestern Wildcats (8-6)             | 49 383      | SEC - Big Ten      |       |
| 1er janvier 2011 | Florida Gators (8-5)                   | 37-24   | Penn State Nittany Lions (7-6)          | 60 574      | SEC - Big Ten      |       |
| 2 janvier 2012   | Michigan State Spartans #17 (11-3)     | 333OT30 | Georgia Bulldogs #16 (10-4)             | 49 429      | Big Ten - SEC      |       |
| 1er janvier 2013 | #10 South Carolina Gamecocks (11-2)    | 33-28   | #18 Michigan Wolverines (8-5)           | 54 527      | SEC - Big Ten      |       |
| 1er janvier 2014 | LSU Tigers (9-4)                       | 21-14   | #14 Iowa Hawkeyes (9-4)                 | 51 296      | SEC - Big Ten      |       |
| 1er janvier 2015 | #18 Wisconsin Badgers (11-3)           | 34OT31  | #19 Auburn Tigers (8-5)                 | 44 023      | Big Ten - SEC      | Note  |
| 1er janvier 2016 | #23 Volunteers du Tennessee (8-4)      | 45-06   | #13 Wildcats de Northwestern (10-2)     | 56 202      | Big Ten - ACC      | Note  |
| 2 janvier 2017   | #17 Gators de la Floride (8–4)         | 30-03   | Hawkeyes de l'Iowa (8–4)                | 51 119      | SEC - Big Ten      | Note  |
| 1er janvier 2018 | Gamecocks de la Caroline du Sud (8–4)  | 26-19   | Wolverines du Michigan (8–4)            | 45 687      | SEC - Big Ten      | Note  |
| 1er janvier 2019 | Hawkeyes de l'Iowa (8–4)               | 27-22   | #18 Bulldogs de Mississippi State (8–4) | 40 518      | Big Ten - SEC      | Note  |
| 1er janvier 2020 | #16 Golden Gophers du Minnesota (10-2) | 31-24   | #9 Tigers d'Auburn (9-3)                | 45 652      | Big Ten - SEC      | Note  |
| 2 janvier 2021   | Rebels d'Ole Miss (4-5)                | 26-20   | #11 Hoosiers de l'Indiana (6-1)         | 11 025      | SEC - Big Ten      | Note  |
| 1er janvier 2022 | #21 Razorbacks de l'Arkansas (8-4)     | 24-10   | Nittany Lions de Penn State (7-5)       | 46 577      | SEC - Big Ten      | Note  |

### Reliaquest Bowl
M.à.j. le 03 janvier 2024
| Dates            | Vainqueurs                              | Scores | Perdants                            | Assistances | Conférences   | Notes |
| ---------------- | --------------------------------------- | ------ | ----------------------------------- | ----------- | ------------- | ----- |
| 2 janvier 2023   | #22 Bulldogs de Mississippi State (8-4) | 19-10  | Fighting Illini de l'Illinois (8-4) | 35 797      | SEC - Big Ten | Note  |
| 1er janvier 2024 | #13 Tigers de LSU (9-3)                 | 35-21  | Badgers du Wisconsin (7-5)          | 31 424      | SEC - Big Ten | Note  |

## Meilleurs Joueurs du Bowl (MVPs)
M.à.j. le 3 janvier 2024
| Dates            | Joueurs            | Équipes        | Postes |
| ---------------- | ------------------ | -------------- | ------ |
| 23 décembre 1986 | James Jackson      | Georgia        | QB     |
| 23 décembre 1986 | Garry Moss         | Georgia        | CB     |
| 2 janvier 1988   | Jamie Morris       | Michigan       | TB     |
| 2 janvier 1989   | Robert Drummond    | Syracuse       | RB     |
| 1er janvier 1990 | Reggie Slack       | Auburn         | QB     |
| 1er janvier 1991 | DeChane Cameron    | Clemson        | QB     |
| 1er janvier 1992 | Marvin Graves      | Syracuse       | QB     |
| 1er janvier 1993 | Heath Shuler       | Tennessee      | QB     |
| 1er janvier 1994 | Tyrone Wheatley    | Michigan       | RB     |
| 2 janvier 1995   | Terrell Fletcher   | Wisconsin      | RB     |
| 1er janvier 1996 | Bobby Engram       | Penn State     | WR     |
| 1er janvier 1997 | Dwayne Rudd        | Alabama        | LB     |
| 1er janvier 1998 | Mike Bobo          | Georgia        | QB     |
| 1er janvier 1999 | Courtney Brown     | Penn State     | DE     |
| 1er janvier 2000 | Drew Brees         | Purdue         | QB     |
| 1er janvier 2001 | Ryan Brewer        | South Carolina | RB     |
| 1er janvier 2002 | Phil Petty         | South Carolina | QB     |
| 1er janvier 2003 | Chris Perry        | Michigan       | TB     |
| 1er janvier 2004 | Fred Russell       | Iowa           | RB     |
| 1er janvier 2005 | David Pollack      | Georgia        | DE     |
| 2 janvier 2006   | Dallas Baker       | Florida        | WR     |
| 1er janvier 2007 | Tony Hunt          | Penn State     | RB     |
| 1er janvier 2008 | Erik Ainge         | Tennessee      | QB     |
| 1er janvier 2009 | Shonn Greene       | Iowa           | RB     |
| 1er janvier 2010 | Darvin Adams       | Auburn         | WR     |
| 1er janvier 2011 | Ahmad Black        | Florida        | S      |
| 2 janvier 2012   | Brandon Boykin     | Georgia        | CB     |
| 1er janvier 2013 | Ace Sanders        | South Carolina | WR/PR  |
| 1er janvier 2014 | Jeremy Hill        | LSU            | RB     |
| 1er janvier 2015 | Melvin Gordon      | Wisconsin      | RB     |
| 1er janvier 2016 | Jalen Hurd         | Tennessee      | RB     |
| 2 janvier 2017   | Chauncey Gardner   | Floride        | DB     |
| 1er janvier 2018 | Jake Bentley       | South Carolina | QB     |
| 1er janvier 2019 | Nick Easley        | Iowa           | WR     |
| 1er janvier 2020 | Tyler Johnson (en) | Minnesota      | WR     |
| 2 janvier 2021   | Matt Corral (en)   | Ole Miss       | QB     |
| 2 janvier 2022   | K.J. Jefferson     | Arkansas       | QB     |
| 2 janvier 2023   | Justin Robinson    | Mississippi    | WR     |
| 1er janvier 2024 | Garrett Nussmeier  | LSU            | QB     |

## Statistiques par Équipes
M.à.j. le 3 janvier 2024
| Rang | Équipes                    | Apparitions | G-(N)-P |
| ---- | -------------------------- | ----------- | ------- |
| 1    | Iowa Hawkeyes              | 6           | 3–3     |
| 1    | Michigan Wolverines        | 6           | 3–3     |
| 3    | South Carolina Gamecocks   | 5           | 4–1     |
| 4    | Georgia Bulldogs           | 5           | 3–2     |
| 4    | Florida Gators             | 5           | 3–2     |
| 4    | Penn State Nittany Lions   | 5           | 3–2     |
| 7    | Auburn Tigers              | 5           | 2–3     |
| 7    | Wisconsin Badgers          | 5           | 2–3     |
| 9    | Ohio State Buckeyes        | 4           | 0–4     |
| 10   | Tennessee Volunteers       | 3           | 2–1     |
| 11   | Syracuse Orangemen         | 2           | 2–0     |
| 12   | Alabama Crimson Tide       | 2           | 1–1     |
| 12   | Boston College Eagles      | 2           | 1–1     |
| 12   | LSU Tigers                 | 2           | 1–1     |
| 12   | Mississippi State Bulldogs | 2           | 1–1     |
| 12   | Illinois Fighting Illini   | 2           | 0–2     |
| 17   | Arkansas Razorbacks        | 1           | 1–0     |
| 17   | Clemson Tigers             | 1           | 1–0     |
| 17   | Tigers de LSU              | 1           | 1–0     |
| 17   | Michigan State Spartans    | 1           | 1–0     |
| 17   | Minnesota Golden Gophers   | 1           | 1–0     |
| 17   | Ole Miss Rebels            | 1           | 1–0     |
| 23   | Duke Blue Devils           | 1           | 0–1     |
| 23   | Indiana Hoosiers           | 1           | 0–1     |
| 23   | Kentucky Wildcats          | 1           | 0–1     |
| 23   | NC State Wolfpack          | 1           | 0–1     |
| 23   | Northwestern Wildcats      | 1           | 0–1     |
| 23   | Purdue Boilermakers        | 1           | 0–1     |

## Statistiques par Conférences
M.à.j. le 3 janvier 2024
| Rang | Conférences  | Participations | Gagnés | Perdus | %    | Note                                                 |
| ---- | ------------ | -------------- | ------ | ------ | ---- | ---------------------------------------------------- |
| 1    | Big Ten      | 35             | 13     | 22     | 37,1 |                                                      |
| 2    | SEC          | 34             | 20‡    | 13     | 58,8 | La victoire de LSU en 2013 a été annulée par la NCAA |
| 3    | ACC          | 3              | 1      | 2      | 33,3 |                                                      |
| 4    | Indépendants | 2              | 2      | 00,0   | 100  |                                                      |
| 5    | Big East     | 2              | 1      | 1      | 50,0 |                                                      |